# Majorica

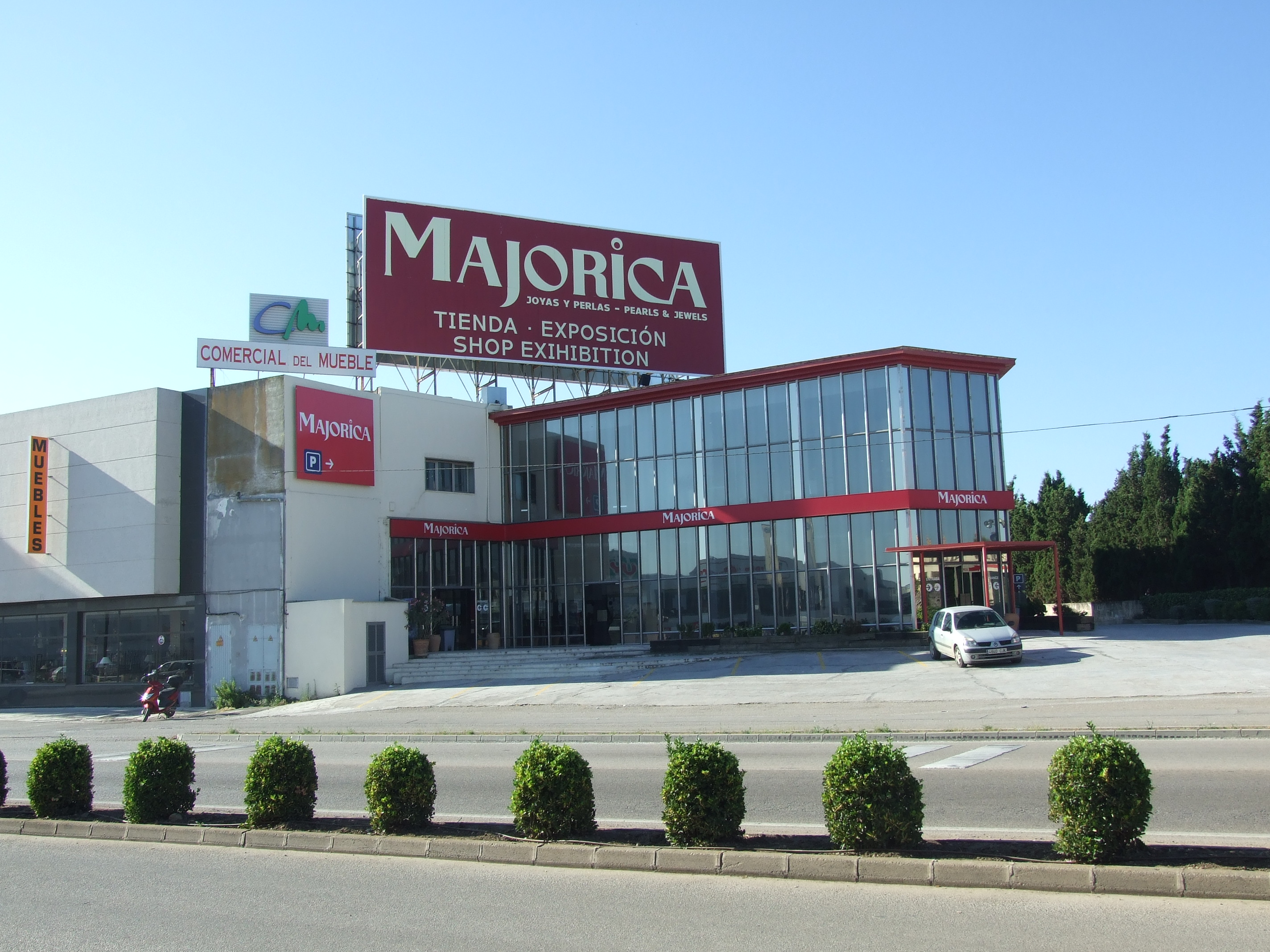
Выставочный зал Majorica в городе Манакор на Мальорке

Majorica — испанская ювелирная марка, основанная в 1890 году. Компания занимается производством органического жемчуга, максимально близкого по своему виду к натуральному. По-испански название читается как «Махорика», на Мальорке (по-каталански) оно произносится «Мажорика».

## История
Производство было основано и остается на испанском острове Мальорка в городе Манакор. Основатель фабрики — Эдуард Хьюго Хош, немецкий эмигрант. Он стремился изготовить украшение, максимально приближенное по свойствам к настоящему жемчугу. Однако, это удалось ему не сразу. Лишь в 1951 году была открыта и запатентована технология, на которой и сейчас основано производство органического жемчуга марки «Майорика».